# Целестински опроштај
Целестински опроштај је прослава опроштаја инспирисана Папом Целестином V. Целестински опроштај је уписан на Унескову Репрезентативну листу нематеријалног културног наслеђа човечанства.

## Историјат
Целестинска прослава опроштаја инспирисана је папом Целестином V, који је издао историјску „Булу“ као акт партнерства међу локалним становништвом. 
Традиционална прослава се одвија у граду и провинцији Л’Аквила и обухвата низ ритуала који се непрекидно одвијају и преносе од 1294. године. Пракса целестонског опроштаја доприноси културном идентитету целе заједнице и осећају континуитета.
Целестинска прослава опроштаја траје од 23. до 29. августа. Завршници прославе опроштаја претходе две недеље „Пута опроштаја“ који прелази 23 села дуж 80 км пута и завршава се 23. августа у Л’Аквили, где празник почиње низом културних догађаја.
Прослава „Шетња опроштаја“ почиње паљењем „Моронове ватре“ и њеним спуштањем, праћено процесијом уз свеће, затим се наставља традиционалном маршрутом обележеном паљењем троношца у сваком од укључена села, где градоначелник потписује пергамент који подсећа на симболичне вредности Бика. 23. августа, у Л’Аквили, завршава се окупљање заједнице када се пали последњи статив.28. август је дан свечане прославе коју уводи „Corteo della Bolla“, историјска костимирана поворка која се креће од центра до базилике Колемађо, где је сахрањен папа Целестин. Бубњеви, клацкалице и барјактари оживљавају и обележавају ритам Параде у којој учествује 1000 грађана обучених у народне ношње. Учесници тада шетају са три главна лика параде:  Дама Бик (жена која носи древну папску булу), Млади Господ (носи маслинову гранчицу да отвори Света врата) и Дама Крст (крст који се мора користити за отварање врата)- симболизујући традиционалне вредности прославе: гостопримство, солидарност и мир. Испред цркве се одржава церемонија: градоначелник чита грађанима булу. Након параде, следи концерт уживо на којем гостују италијански и европски уметници.
Значења и елементи Целестинског опроштаја се преносе кроз приче испричане код куће, у школама и на местима на којима се окупља заједница. Одрживост прославе током времена омогућило је и стално учешће заједнице у прослави.